# 269 (tal)
269 är det naturliga talet som följer 268 och som följs av 270.

## Inom vetenskapen
- 269 Justitia, en asteroid.

## Inom matematiken
- 269 är ett udda tal.
- 269 är ett primtal
- 269 utgör en primtalstvilling (tillsammans med 271)
- 269 är ett ramanujan-primtal